# You're Pitiful
You're Pitiful è un singolo di "Weird Al" Yankovic pubblicato solo in formato digitale (quindi non appartiene a nessun album) ed è la parodia di You're Beautiful di James Blunt

## Significato
Nel brano, Yankovic racconta della vita pietosa di un uomo di quarantadue anni che vive ancora con sua madre, indossa un uniforme di Star Trek fatta in casa, lavora come tecnico di un distributore di Slurpee, ecc.

## Controversie
Originariamente il singolo doveva essere incluso nell'album Straight Outta Lynwood, ma, anche se aveva avuto il permesso da James Blunt, la casa discografica "Atlantic Records" (casa discografica di Blunt) gli vietò di metterla nell'album. Allora Al mise il brano come free-download nel suo sito ufficiale.
Nel video della canzone White & Nerdy, si può vedere Al che scrive "You Suck" ("Fate schifo") nella pagina della Atlantic Records.

## Tracce
1. You're Beautiful – 3:16

## Il video
Il video è la parodia del video di You're Beautiful, ma, a differenza di quest'ultimo, è tutto animato.
Nello "Straight Outta Lynwood Tour", quando canta il brano, Al all'inizio indossa un giubbotto, poi se lo toglie e sotto indossa molte magliette. L'ultima maglietta mostra la faccia di SpongeBob e alla fine Al si toglie i pantaloni e mostra dei boxer con cuori rossi, un tutù rosa e delle calze a rete.